# Заозер'я (Вілейський район, Любанська сільська рада)
Заозер'я (біл. вёска Заэзерья) — село в складі Вілейського району Мінської області, Білорусь. Село підпорядковане Любанській сільській раді, розташоване в північній частині області.

## Історія
У 1921–1945 роках село знаходилось у Польщі, у Вільнюськім воєводстві, Вілейського повіту, у гміні Ілля, з 1932 у гміні Куранець.

## Населення
- 1921 рік — 148 людини, 26 будинків[1].
- 1931 рік — 199 людини, 34 будинків[2].